# Болнице шкотских жена — Јединица „Корзика”
Болнице шкотских жена — Јединица „Корзика“ (Corsica Unit или Serbian Refugee Hospital, Corsica) била је шеста од 14 јединица Болнице шкотских жена за службу у иностранству, у којој је организовано лечење и рехабилитација српских избеглица смештених у колонији на Корзици. Главни део болнице је био у једној вили, у Ајачију, а изолована болница у лазарету, док је неколико амбуланти и диспанзери било размештено у околним селима.

## Предуслови
Када је у августу 1914. избио Први светски рат, Велика Британија је 4. августа 1914. објавила рат Немачкој. У првих пет месеци рата, до јануара 1915, преко 1.000.000 људи поднело је захтев за активну службу. Међутим, није било довољно мушкараца да се супротставе растућим жртвама. Војни рок је уведен у марту 1916. Током Првог свјетског рата, војној обавези одазвало се неких 2,5 милиона људи, који су послати у рат.

И поред тога што се тражио начин, као би се учинило све што је могуће да се подрже ратни напори, и обезбеди масовност, жене у Великој Британији нису наишле на разумевање. Када је др Елси Инглис понудила своје услуге Ратној канцеларији, речено јој је: 
Моја добра госпо, идите кући и седите мирно.
 Незадовољна оваквим ставом, и видно разочарана, али не и обесхрабрена, др Инглис је почела са оснивањем Болнице шкотских женске за службу у иностранству, чије услуге је понудила земљама савезницама у рату. Био је то специфичан облик самоорганизовања кроз оснивање медицинских јединице, како би се помогло војсци или пружила медицинска помоћ страдалим цивилима и избеглицама, на ратиштима Европе.
У склопу тих настојања основано је 14 јединица Болнице шкотских жена, у којима је организовано лечење и рехабилитација војника и становништва у зараћеним земљама широм Европе. У склопу ових активности настала је и Болнице шкотских жена — Јединица „Корзика“, која је на истоименом острву основана почетком 1916. године.

### Специфичности Болница шкотских жена
Иако су Болнице шкотских жена биле наоко сличне другим болницама — оне су ипак биле веома различите, заправо јединствене. Јединствене по томе, јер су се од самог почетка заснивале на два врло специфична циља:
- Првом — да помогну ратним напорима кроз пружање медицинске помоћи.
- Другом — и једнако важном, да промовишу женска права кроз њихово учешће у рату, и подрже борбу за освајање тих права у будућности.

## Оснивање и активности
Особље Болнице шкотских жена које је радило у Србији током 1915. године након окупације земље од стране тројног непријатеља имало је страшан избор — да остане у опустошеној Србији и оде у заробљеништво, или још горе, да иде у изгнанство са Србима и њеном војском која се повлачила преко Албаније. На крају избор је био следећи: 
- један део припадница је отпутова из Србије,
- други део је остао у Србији, а
- трећи део је кренуо у албанску голготу са српском војском и народом.

Са Србима у албанској голготи
Оне које су се придружиле српској војсци и влади кренуле су у повлачење, са јако оскудном опремом и санитетским материјалом и претрпеле неописиве ужасе тог повлачења, делећи тешкоће које је трпела и српска војска. Са војском су се повлачила преко планина Албаније и Црне Горе усред зиме без хране, склоништа или помоћи, покушавајући да спасу и здравствено збрину бар неке од хиљаде и хиљаде војника, цивила и ратних заробљеника који су на том путу погинули или преминули током повлачења.
У току албанске голготе једна од сестара Болнице шкотских жена, је преминула, док су остале, иако јако нарушеног здравља, стигли до Јадранског мора и на њеним обалама наставиле да пружају помоћ војницима, цивилима, а посебно деци која су се придружила повлачењу.

### Болница у Солуну
У склопу опште реорганизације Шкотских жена, др Мери Алис Блер је поново основала Болницу шкотских жена, са 100 кревета, у Солуну. Болница је радила неколико недеља, пазећи на избеглице, када је у децембру 1915. године, добила задатак да отпутује на Корзику како би тамо у „разумним” условима помогла првом контингенту савезничких бродова евакуисаних Срба са њиховом децом.

### Оснивање и рад болнице на Корзици
Болница је испловила из Солунског залива 25. децембра 1915. и на Корзици основала шесту болницу шкотских жена која је радила све до априла 1919. године.

Јединица „Корзика“ која је била предвођена др Мери Алис Блер (Dr. Mary Alice Blair, 1880–1962), лекарком са Новог Зеланда, добила је тежак задатак да...
...излечи и поврати у нормалан живот део изнемогле српске нације... Било је то поновно стварање нације сломљене и расуте по свету – односно опоравити и вратити у живот људе, жене, децу која умиру.
За почетак, болница је  смештена у једном старом манастиру, где су одмах основана одељења: заразно, хируршко и породилиште.  Убрзо је болница пресељена на погодније место, двоспратну вилу  „Миот“ у Ајачију, окружену зеленилом недалеко од мора. Од тада ће се сав рад болнице  жена Шкотске  одвијати у њој. Најбоље собе, на другом спрату, чији су високи, светли прозори били окренути заливу, додељене су породилишту, док су у пространом дворишту виле подигнути шатори. Инфективно одељење радило је неко време у Лазарету, давнашњем карантину,  старинској згради,  удаљеној око две миље од Опште болнице. Диспанзер за амбуланте болеснике смештен је у оближњим местима.

 У Болници шкотских жена у Ајачу  здравствене службе је била организована искључиво за потребе српске избегличке  колонији, и у свом саставу имала је  мушко, женско и дечје одељење. 
У извештају др Блер од 8. фебруара 1916. године стоји да су најчешће болести пегави тифус, маларија, пнеумонија и туберкулоза и да је болница примила 42 пацијента, од којих је било 24 војника.
  Комитета у Единбургу предложио је да се болничка јединица на Корзици назове Манчестерска (Manchester and District Federation).
Јединица је успешно извршавала задатака и у време свог деловања, примила на болничко лечење 1.704 болничких пацијената и 15.515 амбулантних болесника.
Болнице шкотских жена за службу у иностранству, које су формирала и Јединицу Корзика за српске избеглице на Корзици, имала је поред Српског потпорног фонда и материјалну помоћ и подршку града Манчестера и Уније уједињених синдиката.

### У болници се радило и славило
На дан  Божића,  25. децембра 1918. године,  у Болници шкотских жена на Корзици приређена је свечаност, на којој су рањени и болесни војници  добили поклоне од становника Бастије, а после заједничке закуске приређен је и божићни концерт. 
Пригодна свечаност је окупила велики број српских избеглица, чланице Болнице шкотских жена, Српског потпорног фонда, локално становништво Бастије, српско свештвенство, наставнике и ученике из Лицеја. Посебно је био запажен хор српских ђака, који је певао патриотске и народне песме из старог краја, о чему су писали и бастијски листови.
  Поводом Видовдан и Петровдана 1918. године у Српској цркви у Бастији припадници српске избегле колоније приредили су и свечаност на којој је обављена свечана литургијаа са благодарењима у част рођендана краља Петра I.

## Кадровска структура
Болничко руководство
Др Елси Инглис, оснивач и руководилац Болнице шкотских жена, посетила је болницу на Корзици априла 1916. и била је задовољна радом и топлом атмосфером која је владала међу члановима ове велике заједнице, састављене од персонала са различитих страна света.
После др Мери, Јединицом „Корзика“ у Ајачију на Корзици, од 1. маја 1916. до 4. јануара 1917. године руководила је др Мери Елизабет Филипс, која је у њој формирано мушко и женско одељење и породилиште, у коме је касније рођено 79 беба.
Следиле су нове челнице болнице — др Елизабет Кортланд (Dr. Elizabeth Courtland), која је завршила медицину у Брислу, потом др Матилда Макфејл (Dr. Alexandrina Matilda MacPhail), Шкотланђанке, др Една Гест (Dr. Edna Mary Guest), Канађанке и др Онориа Кир (Dr. Honoria Somerville Keer), такође Канађанке.
Болнички лекари
Лекарску екипу болнице чиниле су:
- др Кетрин Андерсон (Dr. Catherine Emslie Anderson),
- др Мери Фергусон (Dr. Mary Mitchelina Grant Ferguson),
- др Едит Холвеј (Dr. Edith Blake Hollway),
- др Софи Џексон (Dr. Sophie Bangham Jackson),
- др Хелена Џонс (Dr. Helena G. Jones).

Остало особље
Болница са комплетним женским особљем имала је поред лекарки, 
- медицинске сестре,
- болничарке,
- рендген техничара,
- санитарног техничара,
- жене шофере,
- масере, куварице,
- администратора,
- праље.[4]

## Престанак рада
Болница у Ајачу је затворена априла 1919. године, када је на њеном челу била последња управница болнице др Онорија Кир. Наиме по организованом повратку свих српских избеглица у Краљевину Србију престала је потреба за постојањем ове болничке установе.